# Charles Bahr
 (février 2022).
Pour les articles homonymes, voir Bahr.
Charles Bahr (né Charles Anthony Bahr le 26 février 2002 à Hambourg) est un entrepreneur et manager allemand, spécialisé dans le domaine du marketing des médias sociaux avec comme cible la Génération Z.

## Biographie

### Enfance et débuts
Bahr grandit avec sa mère et sa sœur à Hambourg-Eppendorf. À l'âge de 11 ans, il devient actif sur YouTube, deux ans plus tard, il lance sa chaîne CharlesWelt. Il fréquente le lycée Gymnasium Eppendorf, où il obtient son diplôme en 2018. Après la 10e année, il quitte l'univers scolaire. En août 2018, il entame une formation de commis aux communications marketing,,.

### Carrière

#### TubeConnect Media
À l'âge de 15 ans, Bahr travaille avec deux amis d'école dans la société nouvellement créée tubeconnect media UG. L'unique argument de vente de l'entreprise à l'époque était qu'en tant que membres de la génération Z, ils conseillaient les entreprises sur la conception de leurs publicités. Fin 2017, l'entreprise reçoit un investissement de l'investisseur hambourgeois Michael Schierhold. Parmi les clients de l'agence il y a Levi Strauss & Co. et Allianz SE. En janvier 2020, la liquidation de la société a été initiée.

#### Project Z
Après cela, Bahr lance le cabinet de conseil en gestion Project Z, qui s'adresse aux entreprises qui souhaitent atteindre la génération Z. Selon leurs propres déclarations, les clients de l'agence de conseil incluent le membre du Groupe FDP au Bundestag Thomas Sattelberger ainsi que McDonald's  et Deutsche Bahn. L'incubateur de startups MNTCI GmbH est derrière Project Z.

#### TikTok
En juillet 2020, Bahr confie la gestion opérationnelle de Project Z à son partenaire Urs Meier et commence à travailler en tant que « Brand Partnership Manager » pour le portail vidéo TikTok. Fin 2021, il est licencié par TikTok, tandis que Bahr a intenté une action en justice pour licenciement abusif.

#### Serviceplan
Début 2022, il rejoint le groupe d'agences Serviceplan.

## Apparitions
Bahr apparaît comme conférencier lors de conférences spécialisées et publiques, notamment les Dmexco 2018 et 2019, au Congrès allemand des médias 2019, ou à la Re:publica 2018. En 2017, le magazine Online Marketing Rockstars décrivait Bahr comme « le plus jeune patron d'agence d'Allemagne ».

## Distinctions
- 2017 : Nomination comme étant le plus jeune membre de la Watchlist 2018 du magazine Business Punk  - 100 fondateurs, faiseurs et créateurs dans la catégorie "Marketing & Communication"[13] ;
- 2018 : Nomination parmi les 100 personnes passionnantes à la Dmexco (en)[14] et comme faisant partie des 100 personnes importantes du secteur de la communication (magazine Werben & Verkaufen)[15].